# 京都タワー
ニデック京都タワー（ニデックきょうとタワー）は、京都府京都市下京区にある塔である。京阪グループの京阪ホテルズ&リゾーツ株式会社が運営している。後述の通り、ニデックがネーミングライツを取得し2024年4月1日から現在の名前で営業している。

## 概要
京都駅中央口（烏丸口）のほぼ正面、東本願寺の南に位置する。京都市内で最も高い建造物であり、建築物のビルはいわゆる百尺規制一杯の高さ31メートル、ビルの屋上に載る工作物のタワーは高さ100メートル、合わせて高さ131メートルとなる。
1953年（昭和28年）、京都駅北側の土地に建っていた京都中央郵便局が移転することが決まり、移転後の跡地の活用が検討されていた。またこの土地は国際文化観光都市たる京都の表玄関、京都駅の真正面に当たる物であり、それに相応しくまた公共性に富む土地活用が求められていた。京都商工会議所主催の懇談会で株式会社物産観光センター（のちに株式会社京都産業観光センター）の設立が決まり、翌1959年4月11日、創立した。
当初は屋上に展望台などを作る程度は検討されていたものの、巨大なタワーを建てる事は想定していなかった。だが検討の結果、建物の内部に影響を与えずにタワーを建築出来る事が判明し、山田守（建築家）の設計管理および京都大学工学部建築学教室棚橋諒教授の構造設計により建造されることとなった。この際、単なる鉄骨による無骨なタワーでは京都の表玄関には相応しくないとして、白い円筒状の優雅なデザインが採用された。キッチュなデザインとも評される。建築には日本で初めて、炭酸ガス半自動溶接機が大々的に使用されたという。
1963年（昭和38年）2月7日の地鎮祭後、建物は同年8月13日に立柱式、翌1964年（昭和39年）8月31日に開館。タワーは1964年2月3日に立柱式、12月28日の開業であった。
その構造は、鉄骨を一切使わず、厚さ12ミリメートルから22ミリメートルの特殊鋼板シリンダーを溶接で繋ぎ合わせ、円筒型の塔身を作ったもの（モノコック構造）となっており、タワー外部に仮設タワーとクレーンを設け引き上げを行った。工期は約1年10カ月、総工費は38億6400万円であった。
タワーのモチーフは灯台で、家々の瓦屋根を波に見立て、海のない京都の街並みを照らすとされる。一方、タワーの形状から「モチーフはろうそく」、東本願寺への近接性から「お東さんのろうそく」と長年にわたって観光ガイドブック等で紹介され続け、運営側も「親しみがあればよい」と否定しなかった結果、ろうそく説が流布している。なお、ろうそくを立てる燭台に似た、油皿を置く照明用の灯火具の名称も灯台であり、灯台・燭台兼用の灯火具もある。
タワー上部の展望台からは、京都市内および周辺のほか、天気の良い日には大阪市街を望むこともできる。
台座のビルにはホテルや名店街が入居する。また、展望台や名店街ではタワーに関するグッズなどの販売も行われている。
開業40周年を機に作成されたマスコットキャラクターが、2004年（平成16年）12月たわわちゃんとして正式に誕生した。
2014年（平成26年）の開業50周年に向けたエレベーター改修工事や外壁の塗り直しのため、展望室や台座のビルにあるレストランなどは2012年（平成24年）12月2日から2013年（平成25年）3月まで休業となり、4月1日からリニューアルオープンしている。なお、このリニューアルを機に、レストランは喫茶・軽食も提供するラウンジに営業形態を変更した。なお工事期間中も、ホテルや土産店の営業は続けられていた。
2024年3月、京阪ホールディングスは地元企業でモーター大手のニデックとの間で本タワーの命名権契約を締結したことを発表した。同年4月から2029年3月末までの5年間、本タワーの名称は「ニデック京都タワー」となった。

## タワー外観と内部
タワー上層部に楕円形の展望台（有料）が設置されており、内部は2層構造となっている。双眼鏡も置いてあり、無料で使用できる。
展望室の営業時間は10時30分 - 21時（最終入場20時30分）となっている（2023年1月1日現在）。
外観は、タワー部はミルキーホワイト色を基調とし、展望台およびその上部の一部分に赤色が用いられている。また、タワービル部にはグループ会社である京阪電気鉄道（京阪）により、京都駅からJR東福寺駅を経由して祇園・清水方面への利用を促す広告などが設置されている。
外観塗装色については法規制があり、白と赤となっている。これは地上高60メートルを超える建造物に該当するため、高輝度航空障害灯を設けない場合は紅白縞模様（鉄塔や煙突と同じ）とする必要があるためである。

## 京都タワービル内部

### 構成
- 展望室4〜5階 - ニデック京都タワー展望室
- 展望室3階 - スカイラウンジ「空」（KUU）
- 10階屋上 - BBQ奉行
- 5〜9階 - 京都タワーホテル
  - 2、4〜7、9階 - TKPガーデンシティ京都タワーホテル
- 3階 - レストラン「タワーテラス」、関西インフォメーションツーリストセンター
- 北新館4階 - ダニエルズ ルーチェ
- 北新館1〜3階 - 創作厨房 さいか亭
- 地下1〜2階 - KYOTO TOWER SANDO
- 地下3階 - 大浴場〜YUU〜（閉店）

### 京都タワーサンド
京都タワービルは、特に地下1階から地上2階までが2017年4月14日から商業施設「KYOTO TOWER SANDO（京都タワーサンド）」と称されてリニューアルオープンした。サンドの名前は、参道にちなんでいる。
なお、京都タワーサンドとしてリニューアルされる前は、修学旅行生向け土産店が多く、ダイコクドラッグ・100円ショップ（ザ・ダイソー）・手芸店・TAITOゲームセンターなどがさまざまに入居していた。かつては地下三階にもNAMCOのゲームセンターが入居していた。スチームバスを完備したタワー浴場にゲームセンターが併設されていたが、2012年に撤退した。TAITOも2017年のリニューアルまでに撤退し、現在京都タワー内にゲームセンターはない。

### 大浴場
地下3階では京都タワー開業の1964年（昭和39年）から大浴場が営業されてきた。早朝の利用や日帰り入浴も可能で夜行バスの利用客から人気があり、ピークの2017年度（平成29年度）には延べ約18万人が利用した。しかし、新型コロナウイルスの流行で利用者が激減し、2020年（令和2年）6月から営業時間を短縮していたが、2021年（令和3年）6月30日で営業終了となることが発表された。

## 要目

### 京都タワービル
- 構造：地上9階・地下3階（地上31メートル）
- 敷地面積：2783平方メートル
- 延べ床面積 : 2万6256平方メートル[10]
- 所在地：京都府京都市下京区烏丸七条下ル

### タワー部分
- 構造：応力外皮構造（円筒形）
- 高さ：100メートル（タワーのみ）
- 地上高さ：131メートル（海抜159メートル、展望室は地上100メートル[1]）
- 塔の直径 : 上部5.5メートル、下部10メートル[1]
- 延べ床面積 : 1021平方メートル（うち上部展望台237平方メートル）[1]
- 総重量：約800トン（タワーのみ）
- 施行：大林組[30]

※以上要目については特記無き場合公式サイトによる。

## 建設を巡る論争
建設当初から、古都である京都にこのような建造物が必要なのかについて賛否が分かれ、京都タワーは京都の高さ規制厳格化のきっかけとなった。
これは建設当時、「東寺の塔よりも高いものは建てない」ことが不文律となっていた京都市で歴史的景観との調和のありようが争点となったことを端緒とする。政財界中心の建設推進派と、学者や文化人主導の反対派が世論を二分して議論を交わしたが、これは都市の美観論争として日本で初めてのこととされている。
結局、高さなどの法規制が厳しい建築物ではなく「工作物」として建設されたが、この議論はこののち、1972年（昭和47年）に施行された「京都市景観条例」に制定された巨大工作物規制区域設定の1項目として活かされることとなった。
また設計を担当した山田守も、京都タワー及び同年の日本武道館の評価が建築界で芳しくなく、晩年は不遇だった。

## 作品などでの使用事例
京都市のランドマークであり象徴的な景観であることから、報道や様々な著作物において、当タワーが登場する。
フィクション作品での事例として、映画『ゴジラvsメカゴジラ』の劇中ではゴジラの熱線によって京都タワーが破壊される演出がなされているほか、漫画『日本沈没』では地震で倒壊する京都タワーが描かれている。
このほか、一般的な作品以外での事例として、京都市に本社を置く任天堂のゲーム機「Wii」取扱説明書（準備編）では、注意喚起イラスト中の窓外風景に京都タワーをはじめとした市内の景観が描かれている。

## たわわちゃん
開業40周年を機に作成されたマスコットキャラクター。2004年12月にたわわちゃんとして発表され、2006には着ぐるみが登場した。性別は女性で、性格はおっとりしているという。
京阪ホテルズ&リゾーツはキャラクターライセンス契約の終了に伴い、2024年8月7日で同キャラクターの使用を終了する事を同年7月に発表した。

## ギャラリー

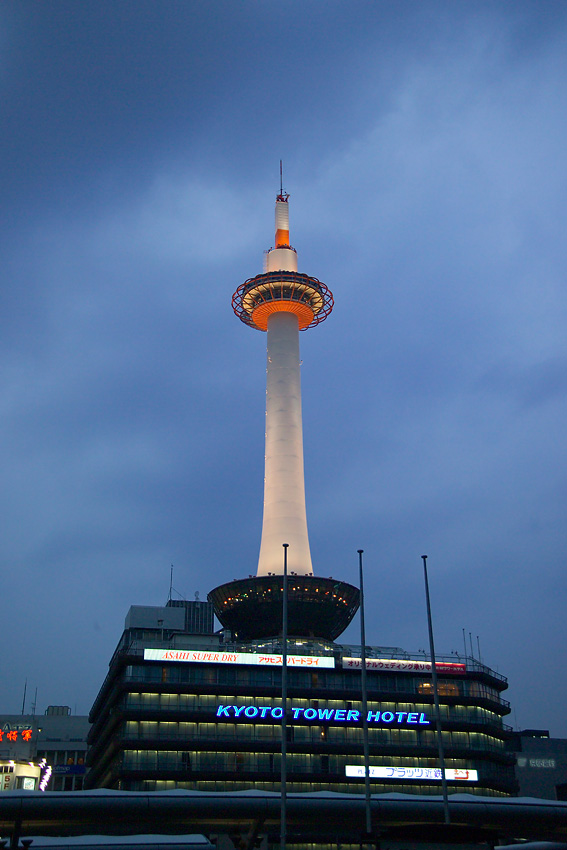
京都駅烏丸口から
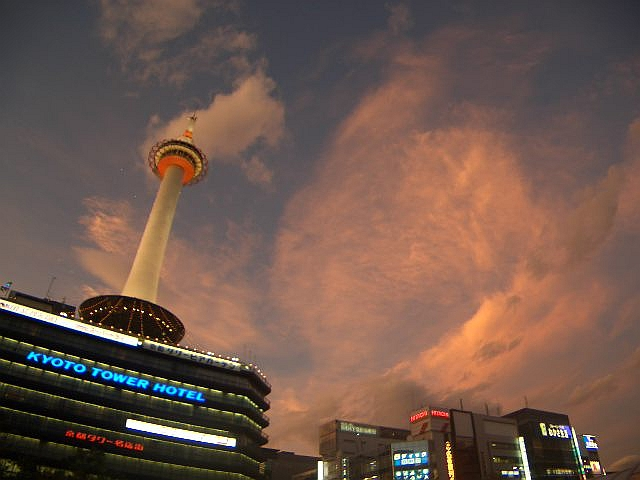
夕映えの京都タワー
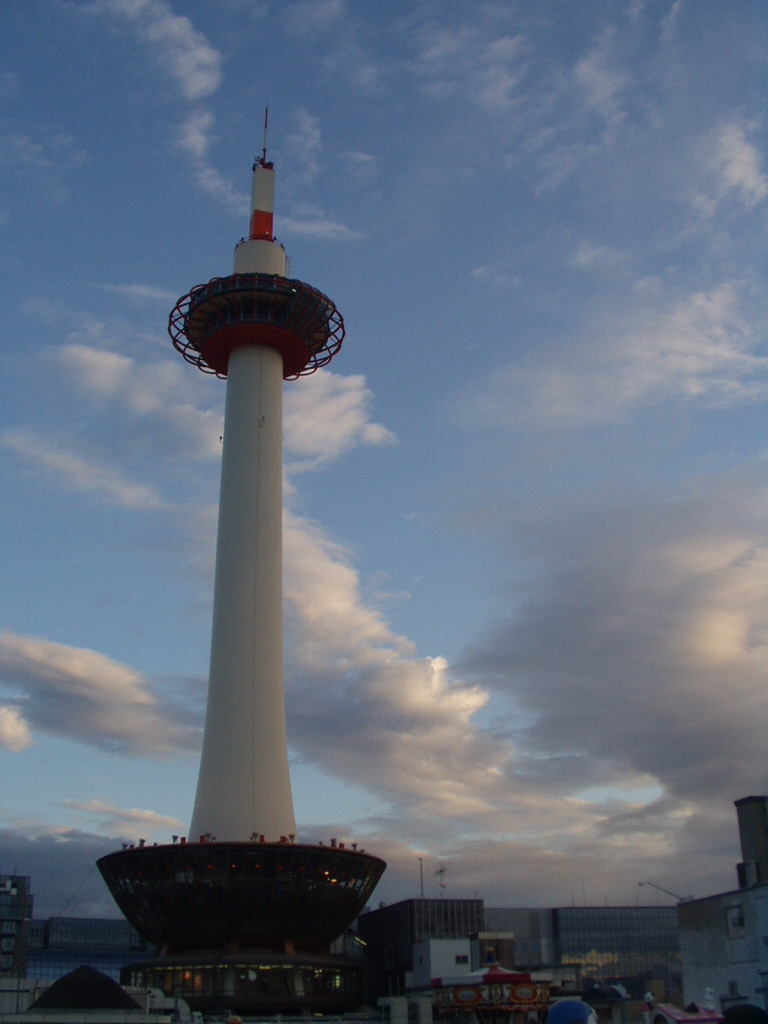
近鉄百貨店京都店（プラッツ近鉄）屋上から
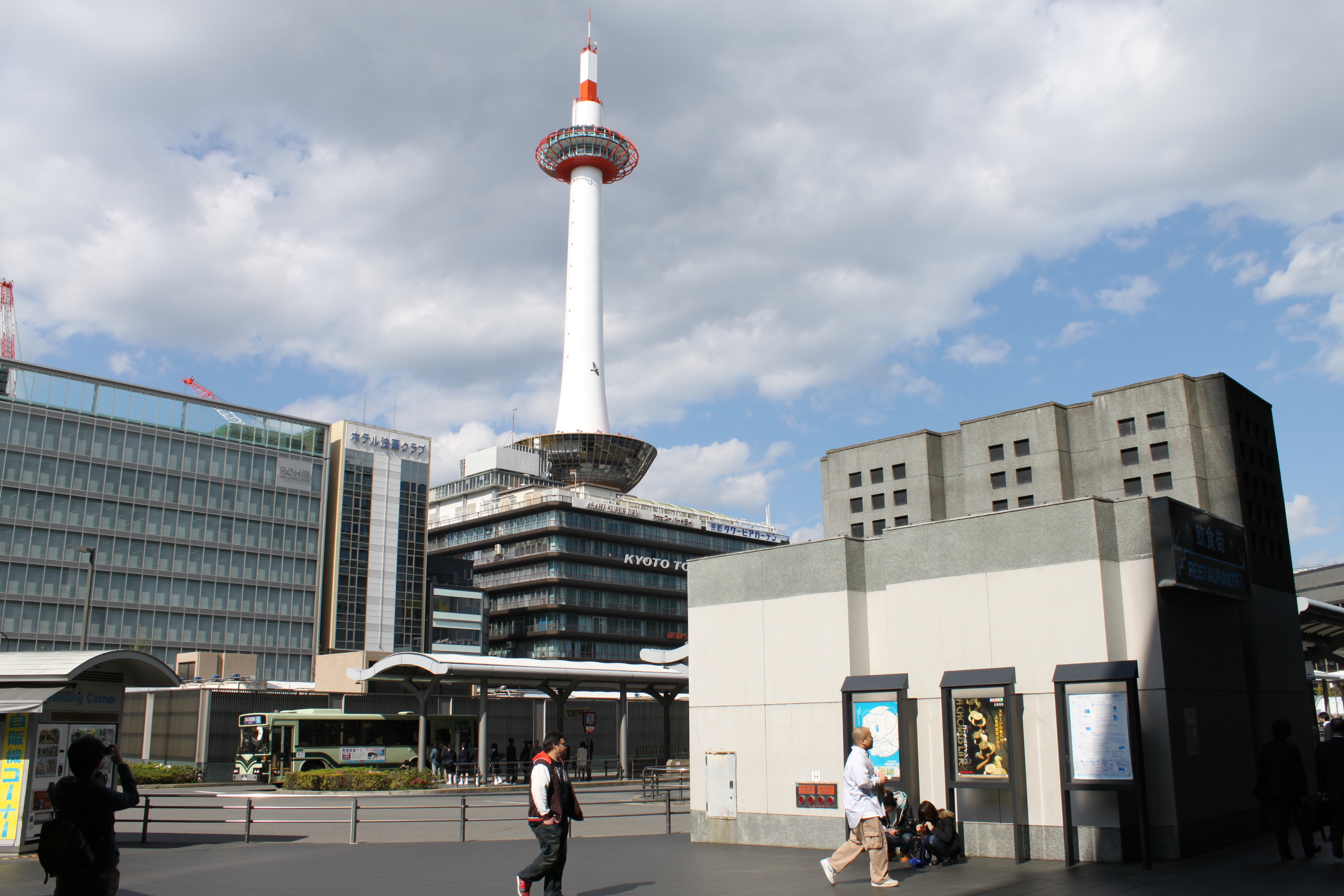
定期観光バス乗り場付近から
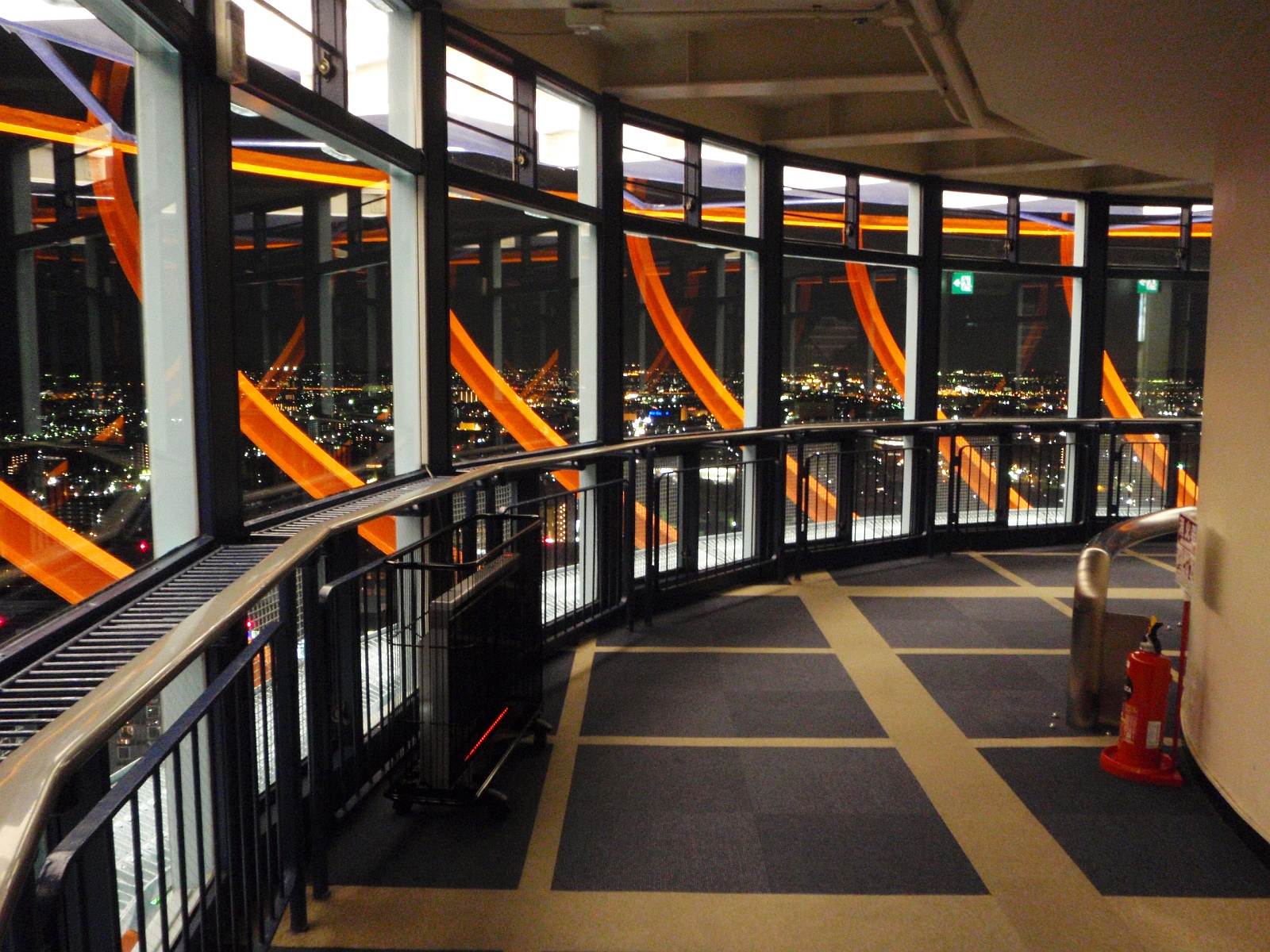
展望台の内部（下層階）
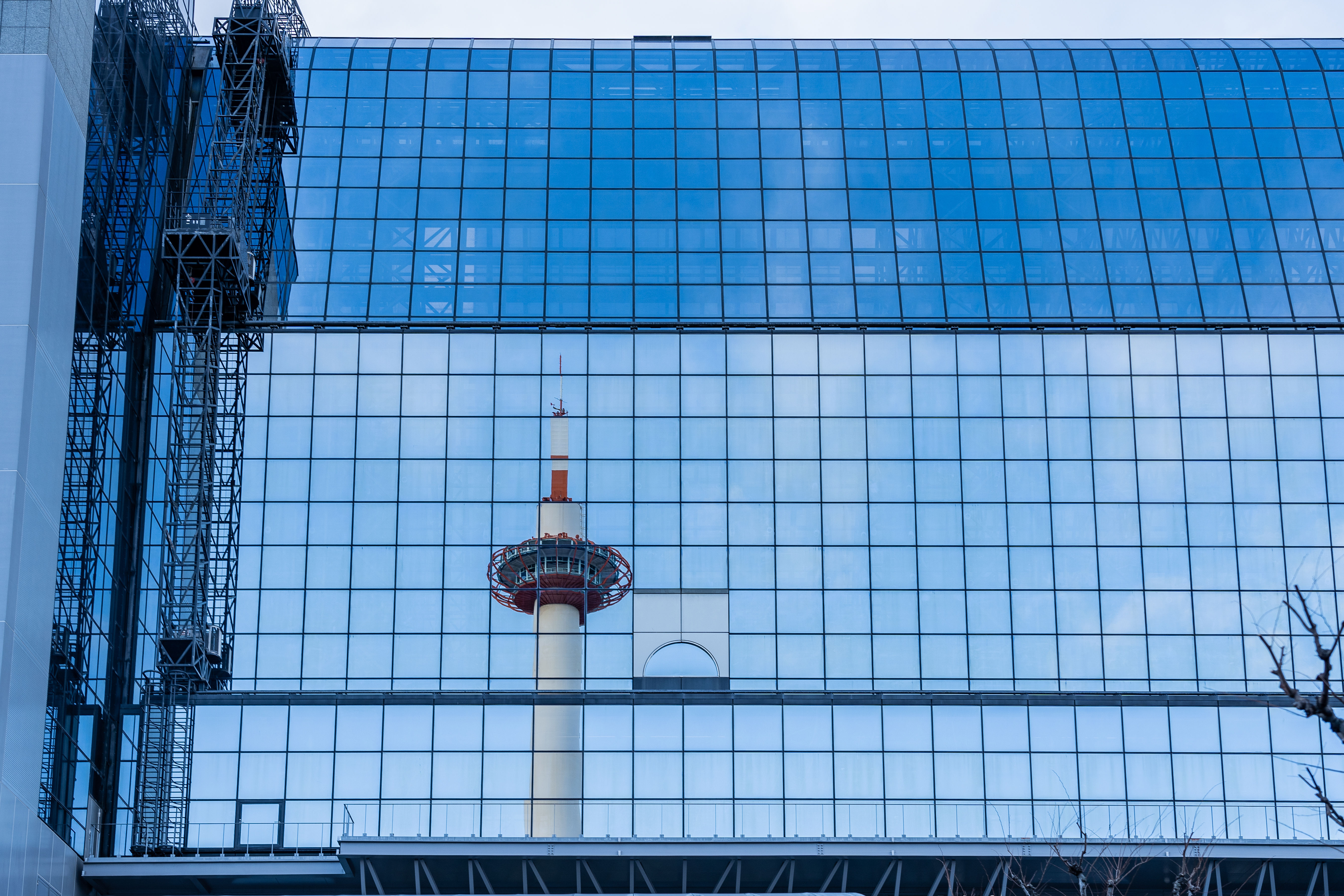
京都駅のビルに映る京都タワー
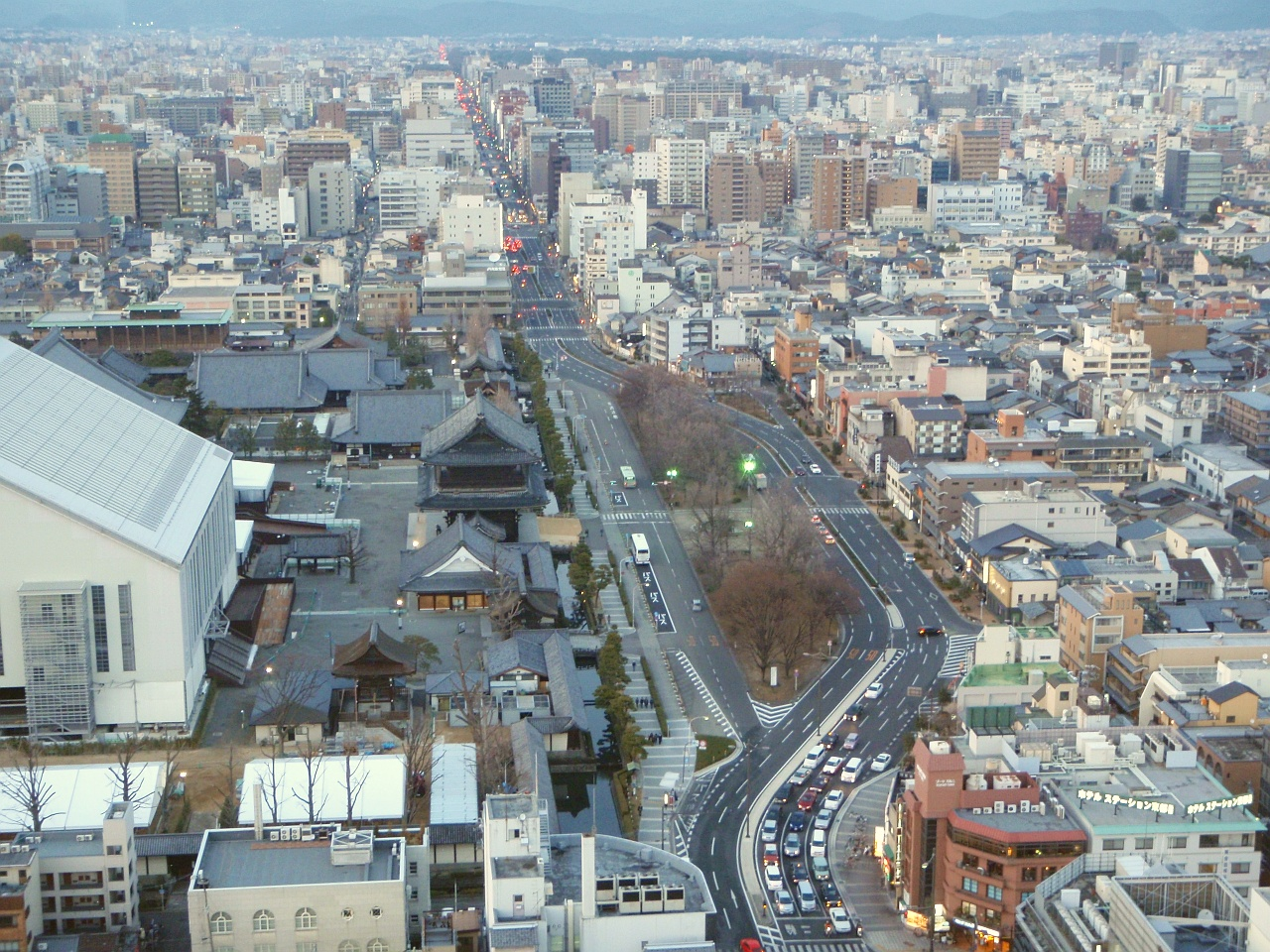
展望台からの眺望（北側）
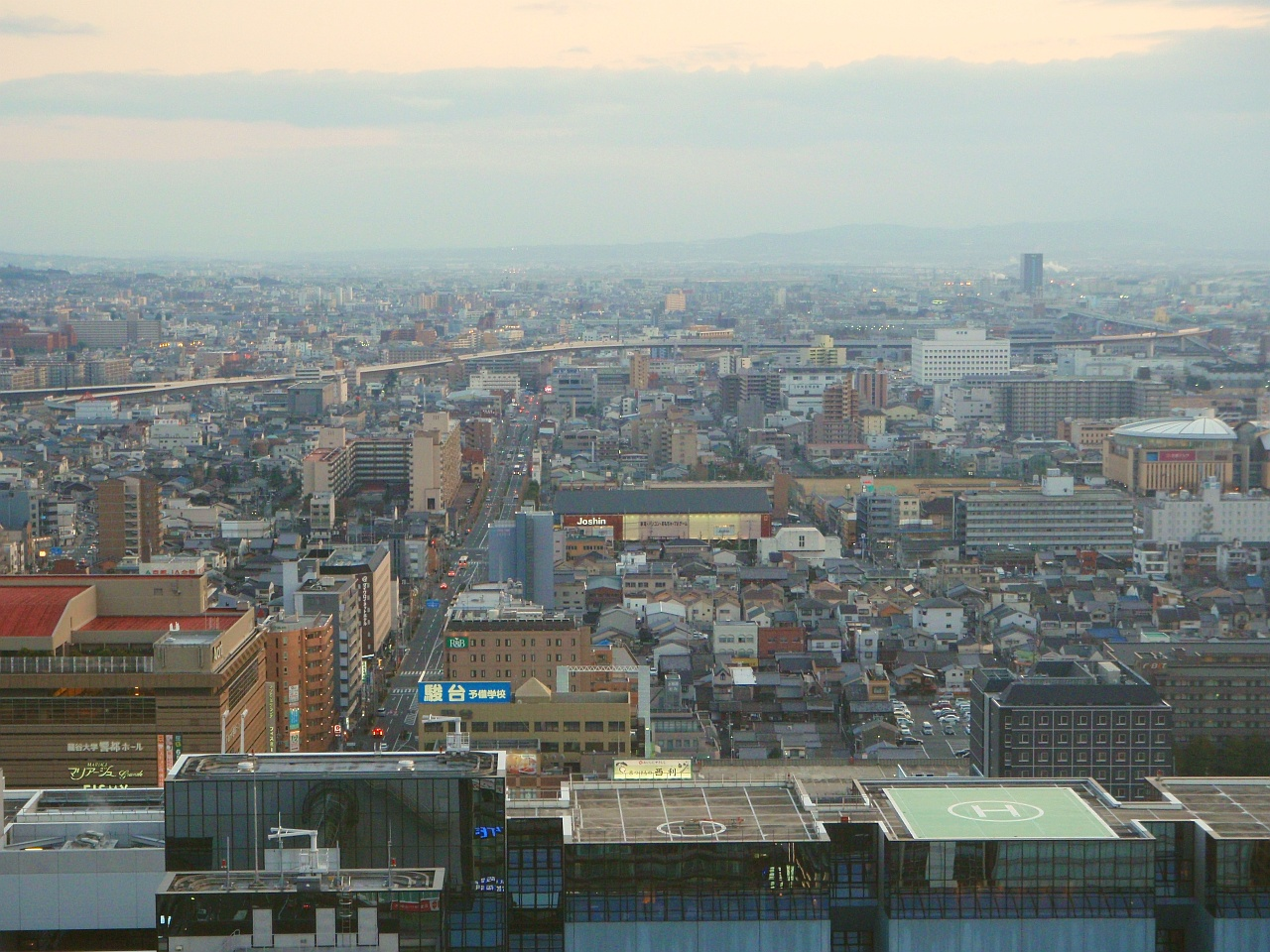
展望台からの眺望（南側）
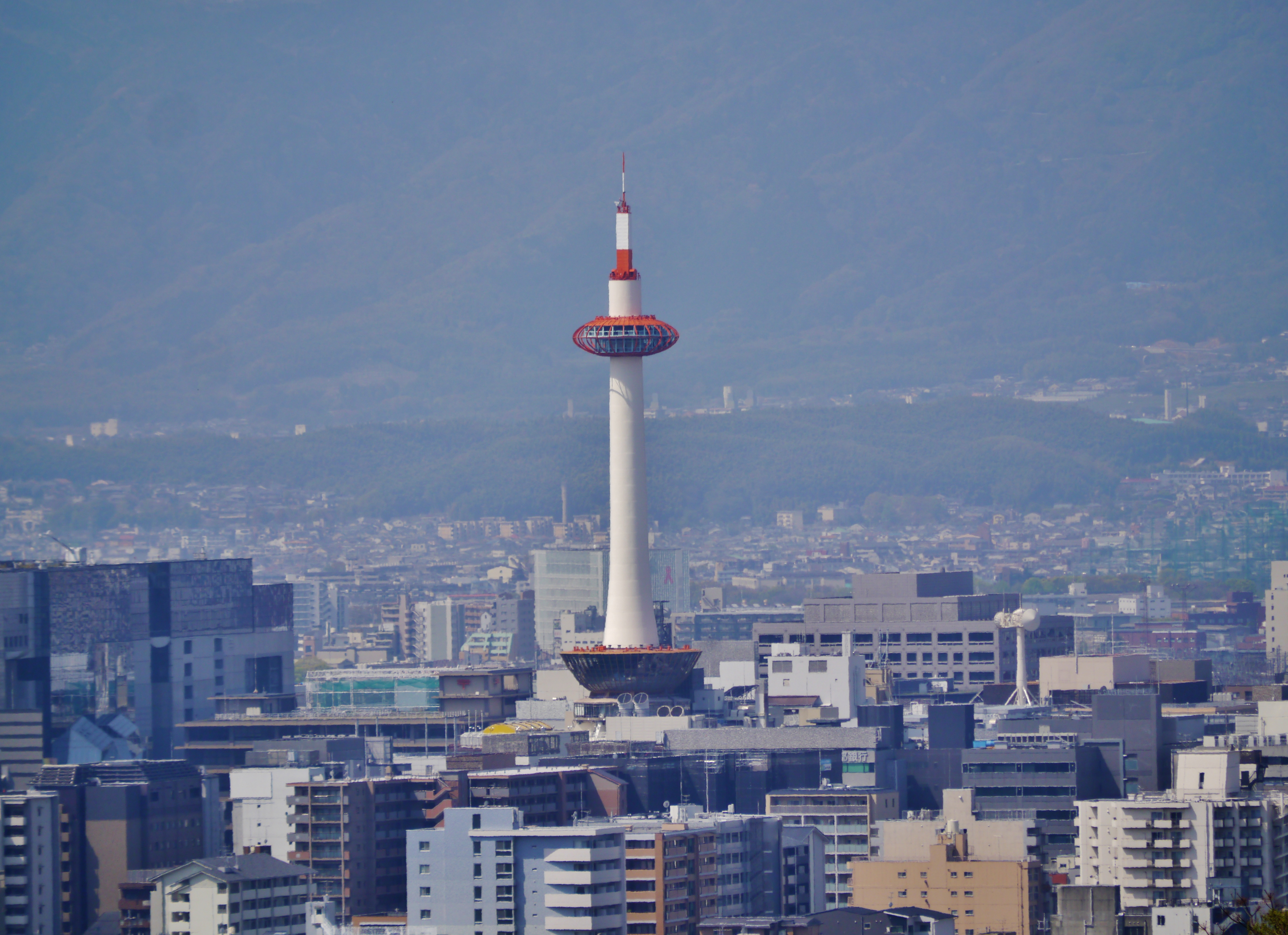
清水寺から見た京都タワー
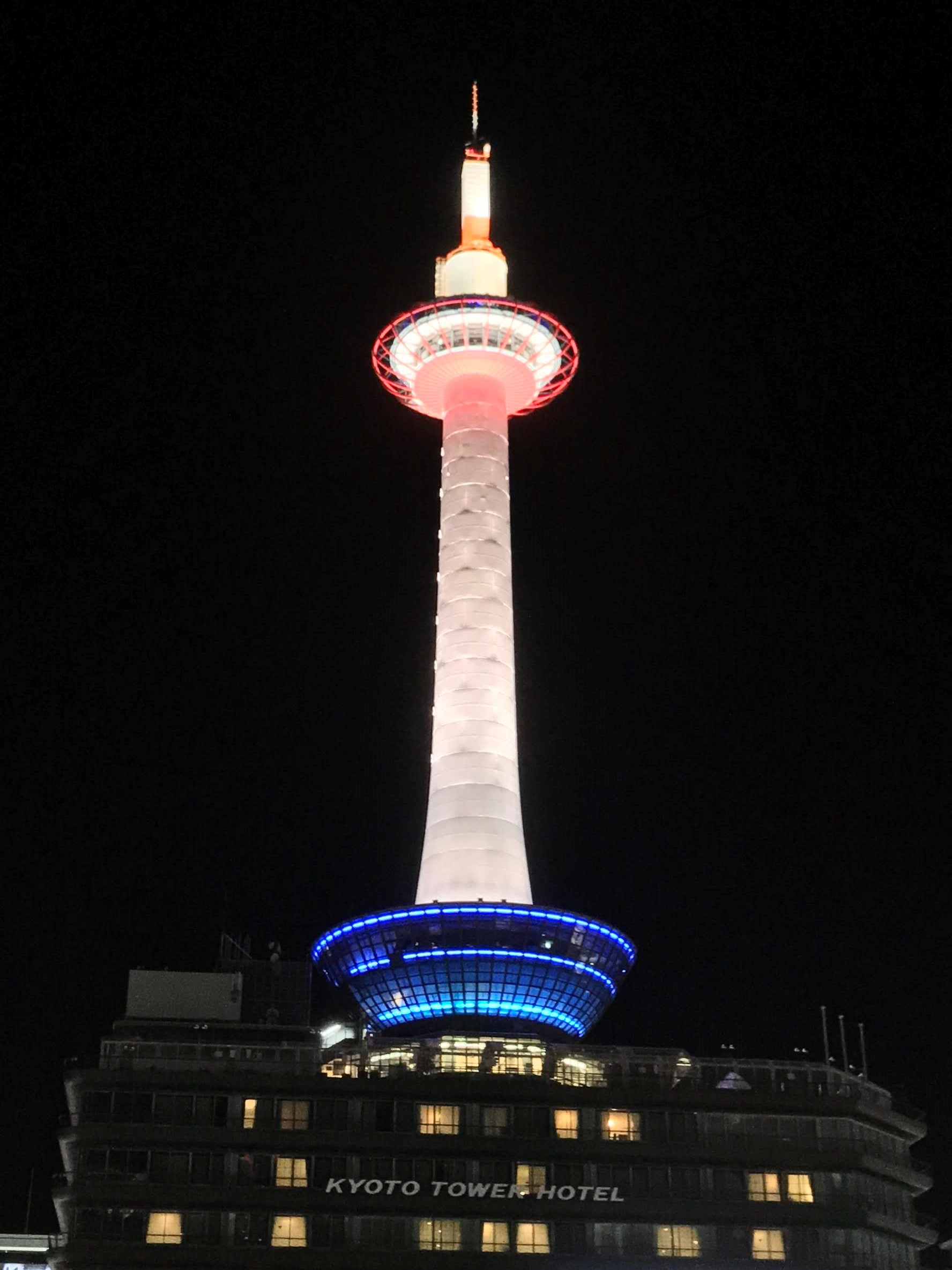
夜の京都タワー
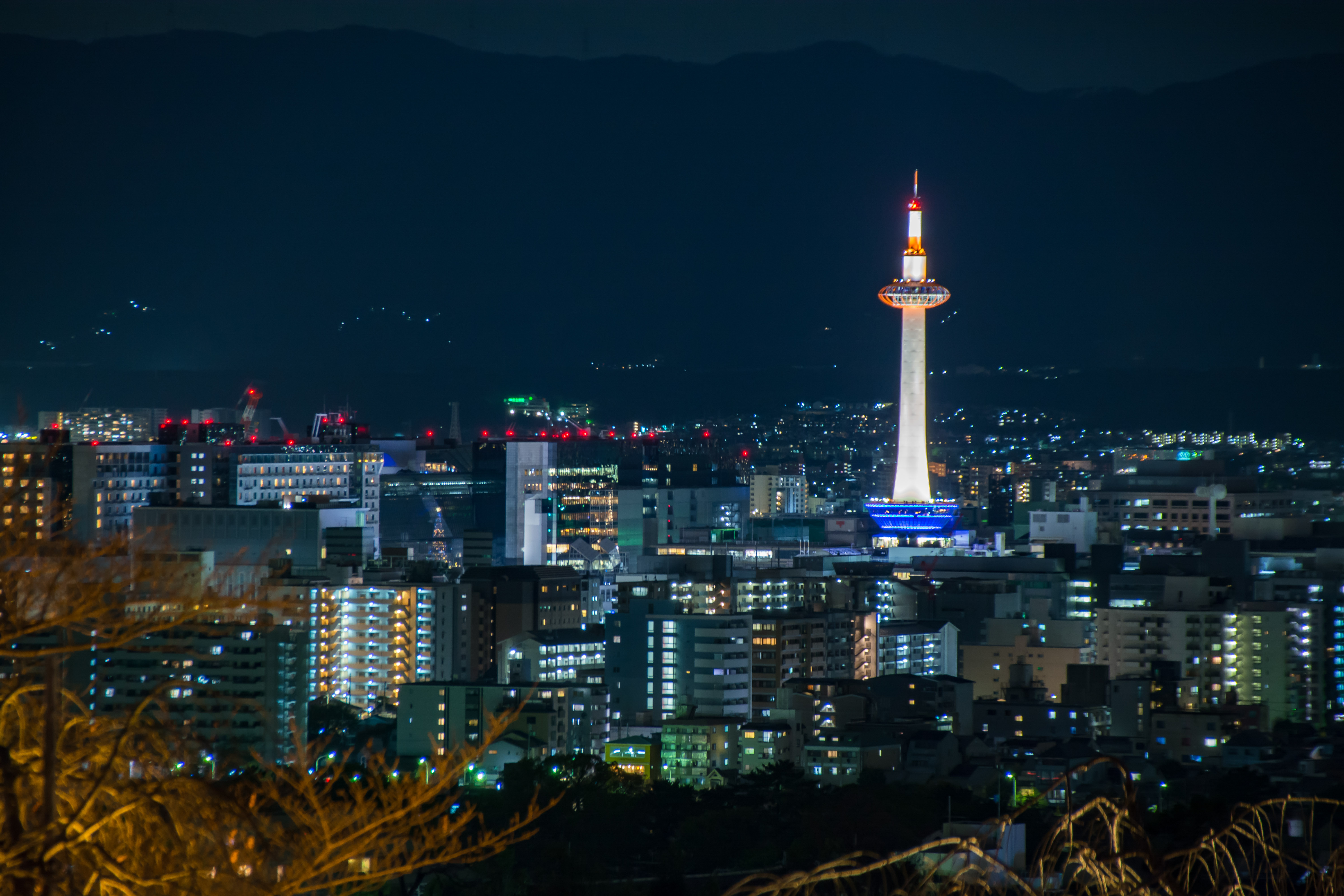
夜の京都タワーと京都駅周辺のビル
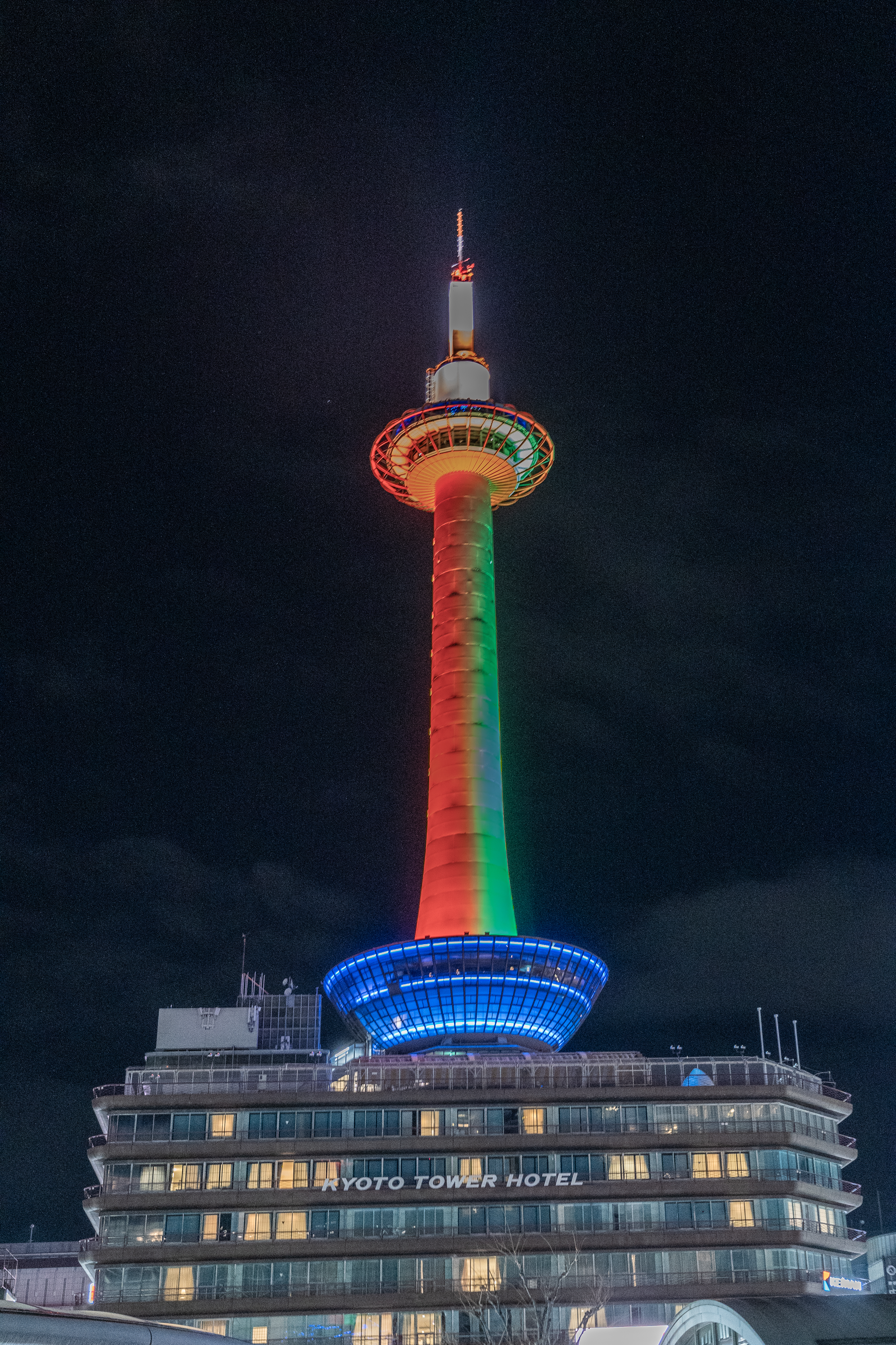
12月24・25日のクリスマスカラーのライトアップ
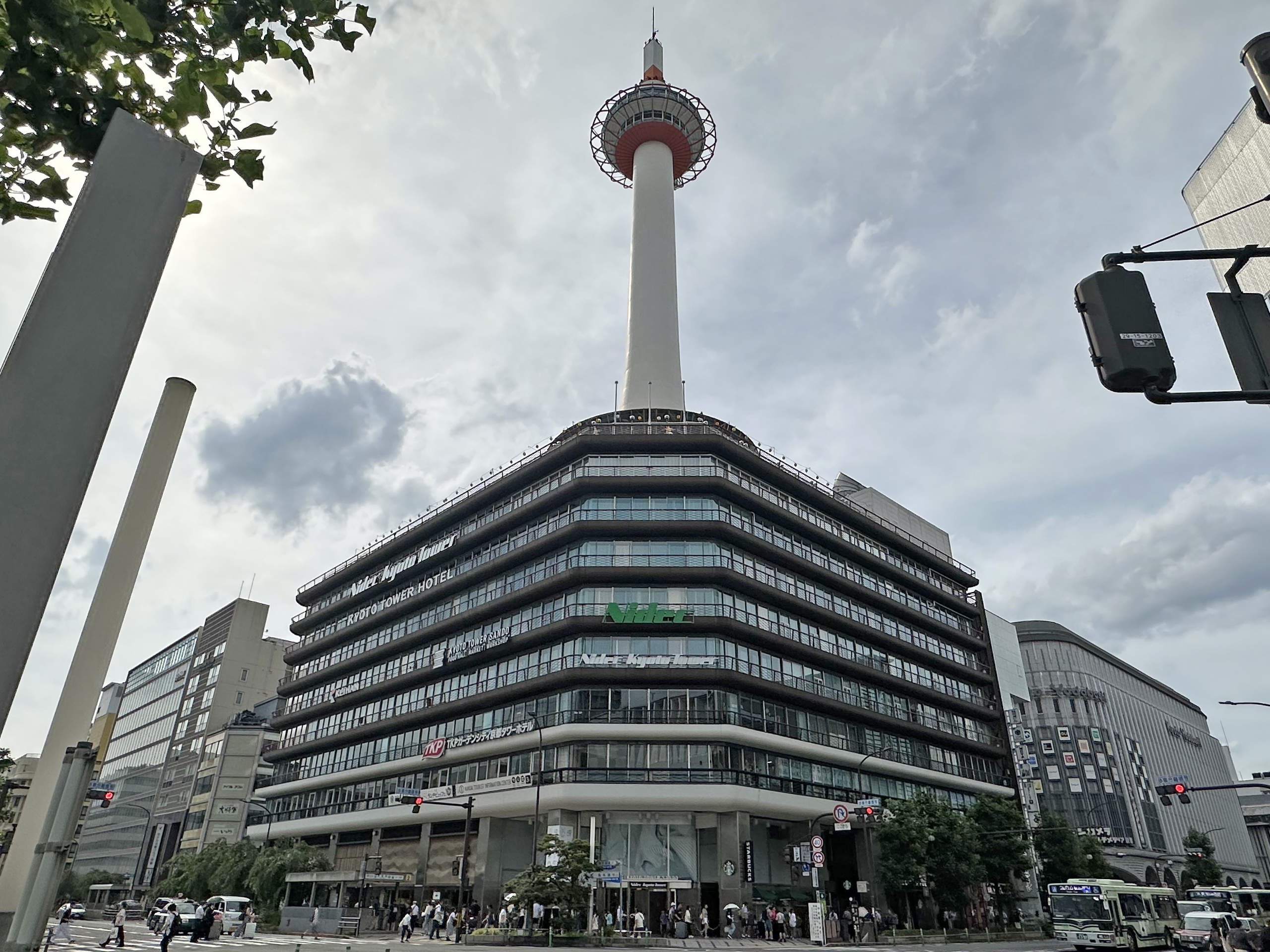
ネーミングライツ導入後の外観

### 註釈
1. ↑  実際に移転が完了したのは1961年9月（『京都タワー十年の歩み』 p.4）。取り壊し完了は1962年3月（同 p.12）。
2. ↑  それに先だって3月16日からツーリスト・インフォメーション・センター京都案内所が営業を開始している。なお『京都タワー十年の歩み』 p.30によれば、本来はタワーの完成を待って全館一斉にオープン、としたかったものが、作業に難渋が見られ、やむを得ず段階的な営業開始を強いられたとのことである。